# Alexander von Bunge
Pour les articles homonymes, voir Bunge.
Alexander von Bunge (en russe : Александр Андреевич Фон Бунге), né à Kiev le 24 septembre 1803 et mort à Dorpat le 16 juillet 1890 est un botaniste allemand de la Baltique sujet de l'Empire russe.

## Biographie
Il obtient son doctorat de médecine à Dorpat en 1825. L'année suivante, il explore la Sibérie et les monts Altaï. Il fait deux voyages en Chine pour le compte de l’Académie impériale de Saint-Pétersbourg. Il dirige le jardin botanique de Dorpat à partir de 1836.

## Œuvres
- (de) « Tagebuch auf der Reise in den östlichen Theil des altaischen Gebirges im Sommer des Jahres 1826, Geführt Von Dr. A. V. Bunge », dans Karl Friedrich von Ledebour, Reise durch das Altai-Gebirge und die soongorische Kirgisen-Steppe, auf Kosten der kaiserlichen Universität Dorpat unternommen im Jahre 1826, Berlin, G. Reimer, 1830.
- (la) Karl Friedrich von Ledebour, Carl Anton von Meyer (coll.) et Alexander von Bunge (coll.), Flora Altaica, Berolini, G. Reimeri, 1829-33, 440 p. (lire en ligne).
- (de) « Beitrag zur Kenntniss der Flora Russlands und der Steppen Central-Asiens (es) », Mémoires des savants étrangers, St. Petersburg, Kaiserliche Akademie der Wissenschaften, vol. VII,‎ 1852, p. 179-536 (lire en ligne).

## Quelques espèces qui lui ont été dédiées
- Famille des Bignoniaceae : Catalpa bungei C.A.Mey., 1837.
- Famille des Asphodelaceae : Eremurus bungei Baker, 1879.
- Famille des Verbenaceae : Clerodendron bungei Steud., 1882.
- Famille des Pinaceae : Pinus bungeana Zucc. ex Endl., 1847.
- Famille des Ulmaceae : Celtis bungeana Blume, 1856.